# Societat Esportiva Eivissa
La Societat Esportiva Eivissa (popularment conegut com a sa Deportiva) fou un club de futbol de la vila d'Eivissa fundat l'any 1957. Després de jugar 25 temporades a tercera divisió i 8 temporades a segona divisió B, el club va patir una crisi econòmica greu i va deixar de competir el 1997.

## Història

### Precedents
El futbol a Eivissa es desenvolupà més tard que a Mallorca i Menorca. El primer equip important de l'illa fou la Deportiva Ibicenca, que el 1934 es proclamà campiona del Campionat de Balears de futbol de segona categoria. Després de la guerra, però, el futbol a l'illa patí una regressió forta, i el club desaparegué. L'esport rebé una nova embranzida sobretot de Sant Antoni, Santa Eulària i de Formentera. El 1956 s'uniren jugadors de diversos clubs de l'illa, com el Rondalla, l'Unión, el Cadete i els clubs de Sant Antoni i Santa Eulària, per formar un equip potent a l'illa, i així es constituí, el 1957, la Societat Esportiva Eivissa.

### Societat Esportiva Eivissa
El club va ser fundat com a Sociedad Deportiva Ibiza, i començà a jugar a Primera Regional Balear. La temporada 1960-61 aconseguí l'ascens a tercera divisió, on romangué fins a la 1977-78, quan aconseguí l'ascens a la nova categoria de Segona B. En aquell equip que pujà a Segona B destacaren com a jugadors Arabí i Azpilicueta, que foren traspassats a l'Espanyol de la primera divisió. El club va passar sis temporades a Segona B.
La temporada 1983-84 es va consumar el descens a tercera, el primer en la història del club, on va romandre cinc temporades més. La temporada 1988-89 va aconseguir el subcampionat i, gràcies a la renúncia del Badia de Cala Millor, va ascendir una altra vegada a Segona B, encara que només hi va estar una temporada.
La temporada 1991-92, estrenà les instal·lacions del nou camp d'esports de Can Misses i aconseguí de nou l'ascens a Segona B. La temporada següent, tot i acabar desè, va perdre la categoria a causa dels deutes, de més de 80 milions de pessetes. La temporada 1993-94 encara va ser més nefasta, i la Societat Esportiva Eivissa va descendir a Primera Regional. La situació econòmica era delicada i els resultats esportius no acompanyaven, de manera que, després de competir tres anys a la categoria regional eivissenca i no aconseguir l'ascens a tercera, el club va deixar de competir l'any 1997. No obstant això, la directiva acordà una fusió amb el nou Unió Esportiva Eivissa, fundat dos anys abans, perquè el nou club mantengués l'herència de sa Deportiva.

### Clubs posteriors
El 1995, un grup d'aficionats de l'equip havia fundat un club satèl·lit que acabà esdevenint la Unió Esportiva Ibiza-Eivissa, però va desaparèixer el 2010.
El 2015, l'empresari Amadeo Salvo va pagar el deute del club, ja desaparegut, per al nou club que havia fundat, la Unió Esportiva Eivissa, que competeix amb el nombre federatiu de la SE Eivissa fundada el 1995.

## Evolució del nom
- Sociedad Deportiva Ibiza (1957–97)
- Unión Deportiva Ibiza (1995–97)
- Club Esportiu Eivissa (1997–2001)
- Sa Deportiva Eivissa (2001–07)
- Societat Esportiva Eivissa-Ibiza (2007–09)
- Unión Deportiva Ibiza-Eivissa (2009–10)

Font: